# Uwe Hardter
Uwe Hardter (* 14. Januar 1977 in Tübingen) ist ein deutscher Radrennfahrer.
Uwe Hardter erhielt im Jahr 2000 seinen ersten Profivertrag beim deutschen Radsportteam Team Gerolsteiner. Dort fuhr er die ersten fünf Jahre seiner Karriere, bis er im Jahr 2005 zum Team Lamonta wechselte. Dies tat er, obwohl er für das kommende Jahr ebenfalls einen Vertrag beim Team Gerolsteiner bekommen hätte, doch wechselte Hardter, da er in dem kleineren Team Lamonta längst nicht so viele Renneinsätze hatte und sich deshalb im Jahr 2005 auf sein Pharmazie-Studium konzentrieren konnte. Seit dem Jahr 2006 konzentrierte er sich wieder voll und ganz auf den Radsport. Am Ende des Jahres verließ er jedoch Lamonta und wechselte zu Atlas Romer's Hausbäckerei. 
Da Hardter im Straßenradsport fast ausschließlich als Helfer für seine Teamkapitäne tätig war, konnte er bis heute noch keine großen Siege feiern. Sein größter Erfolg ist daher ein fünfter Platz bei den Deutschen Bergmeisterschaften und ein siebter Platz beim GP Schwarzwald, außerdem nahm Hardter im Jahr 1999 an den Weltmeisterschaften teil. Im Jahr 2003 beendete er den Giro d’Italia auf Platz 65.
2008 wechselte er zum Mountainbike-Team Rothaus-Cube, wo er eine neue Herausforderung suchte. Nachdem er dort im Jahr 2009 mit dem vierten Platz bei der Bike Transalp sein bestes Ergebnis erzielt hatte, wechselte er im Jahr 2010 zum Texpa-Simplon-Team.